# مزرعة الحيوان
مزرعة الحيوان (بالإنجليزية: Animal Farm) رواية دِستوبيّة من تأليف جورج أورويل نشرت في إنجلترا يوم 17 أغسطس 1945 وهي إسقاط على الأحداث التي سبقت عهد ستالين وخلاله قبل الحرب العالمية الثانية، فقد كان أورويل اشتراكيا ديمُقراطيا وعضوا في حزب العمال المستقلين البريطاني لسنوات وناقدا لجوزيف ستالين ومتشككا في السياسات الستالينية النابعة من موسكو بعد تجربة له مع المفوضية الشعبية للشؤون الداخلية (НКВД) في الحرب الأهلية الإسبانية، وهي جهاز الشرطة السرية والعلنية السوفيتي الذي مارس إرهاب الدولة والقمع السياسي في عهد ستالين. وقد وصف أورويل في رسالة إلى إيفون دافيت رواية مزرعة الحيوان بأنها مناهضة لستالين (بالإنجليزية: "contre Stalin").
كان العنوان الأصلي للرواية بالإنجليزية Animal Farm: A fairy story، أي «مزرعة الحيوان: رواية خيالية» قد أغفله الناشر الأمريكي في طبعة 1946، ومن بين كل الترجمات في أثناء حياة أورويل لم يُستبق العنوان الأصلي سوى في التِّلوغو، وقد اقترح أورويل نفسه للترجمة الفرنسية عنوان Union des républiques socialistes animales، وهو تلاعب على اسم الاتحاد السوفيتي باللغة الفرنسية، والذي يمكن اختصاره إلى URSA التي تعني «دُبٌّ» باللاتينية.
اختارت مجلة تايم الرواية كواحدة من أفضل مئة رواية بالإنجليزية (منذ 1923 حتى تلك السنة، 2005)؛ وجاء ترتيبها 31 في قائمة أفضل روايات القرن العشرين التي أعدتها دار النشر Modern Library؛ كما فازت عام 1996 بجائزة هوگو بأثر رجعي كما ضُمِّنت في مجموعة «ذخائر كتب العالم الغربي» (بالإنجليزية: Great Books of the Western World) التي تنشرها شركة الموسوعة البريطانية.

## نظرة عامة

يبدو أن شعار القرن و الحافر الموصف في الرواية مبني على المطرقة والمنجل.

لا تعرض الرواية فساد الثورة على أيادي قادتها وحسب بل تعرض كذلك كيف يدمر الانحراف واللامبالاة والجهل والطمع وقصر النظر أي أمل في اليوتوبيا، وتبين الرواية فساد القادة كنقيصة في الثورة (لا يعيب فعل الثورة ذاته)، وتبين كذلك كيف يمكن للجهل واللامبالاة بالمشكلات في الثورة أن تؤدي إلى وقوع فظائع إن لم يتحقق انتقال سلس إلى حكومة الشعب.
و تعد الرواية مثالا من الأدب التحذيري على الحركات السياسية والاجتماعية التي تطيح بالحكومات والمؤسسات الفاسدة وغير الديمقراطية إلا أنها تؤول إلى الفساد والقهر هي ذاتها بسقوطها في كبوات السلطة فتستخدم أساليب عنيفة ودكتاتورية للاحتفاظ بها، وقد ضربت أمثلة واقعية من المستعمرات الأفريقية السابقة مثل زمباوي وجمهورية الكونغو الديموقراطية التي تولى عليها رؤساء محليون كانوا أكثر فسادا وطغيانا من المستعمرين الأوربيين الذين كانوا قد طردوهم.
في المعسكر الشرقي كانت كل من روايتي مزرعة الحيوان ومن بعدها رواية 1984 مدرجتين في قائمة الكتب المحظورة حتى الإصلاح في ألمانيا الشرقية سنة 1989 ولم تكن قبلها متاحة سوى عبر شبكات سرية (عرفت باسم «ساميزدات»، بالروسية: самиздат).
عام 1947 عُدَّت الطبعة الأوكرانية مثالا مبكرا على الاستخدام الدعائي للرواية، فقد طُبِعَت ووُزِّعَت بين المواطنين السوفيت الأوكرانيين الذين كان كثير منهم مُهَجَّرين بانتهاء الحرب العالمية الثانية.

## شخصيات الرواية
شخصيات وأحداث الرواية تسخر من الدوجمائية السياسية، المتمثلة في الرواية في «الحيوانية» (بالإنجليزية: Animalism) وكما تسخر من السلطوية وسذاجة البشر.

### الخنازير
سلالات الخنازير التي صورت عليها الشخصيات قد تكون ذات دلالة.
ميجُر العجوز
هو صاحب فكرة الثورة الأصلي، لكنه لم يعاصر تنفيذها، وطبقا لبعض التفسيرات فهو مبني على شخصية كل من كارل ماركس مؤسس الماركسية أساس الشيوعية، حيث إنه يصف المجتمع المثالي الذي يمكن للحيوانات إقامته لو أطاحوا بسيطرة البشر؛ وأيضا فلاديمر لينين من حيث إن جمجمته معروضة بتوقير للزيارة الشعبية كما فُعل بجثمان لينين. إلا أنه طبقا لكريستوفر هِتشِنز إن شخصيتي لينين وتروتسكي مدمجتان في واحدة يمثلها سنوبول، أو أنه قد لا يوجد لينين على الإطلاق.
(بالإنجليزية Old Major)
نابليون
هو الشخصية الشريرة الرئيسية في الرواية، وهو طاغية، قليل الكلام، يصرف شؤونه بعزم، وهو مبني على شخصية ستالين، يراكم سلطته بالاعتماد على جراء صغيرة أخذها من أهلها ليربيها فتكبر لتصبح كلابا لحراسة شرسة تمثل الشرطة السرية. انفرد بالسلطة بعد إقصاء رفيقه سنوبول واستنادا إلى دعاية مضللة يطلقها سكويلر وكذلك بالإرهاب الذي تمثله الكلاب يضمن خضوع الحيوانات الأخرى. وغير تدريجيا لصالحه الوصايا التي قامت عليها الثورة. وبنهاية المسرحية نجد نابليون ورفاقه الخنازير قد تعلموا المشي منتصبين وأخذوا يتصرفون كالبشر الذين كانوا قد ثاروا عليهم.
يلاحظ أن فصيلة الخنزير التي صور على هيئتها نابليون لم تمثل عليها أي شخصية أخرى.
كما أنه في الطبعة الفرنسية الأولى شُمِّيَ César أي «قيصر» إلا أنه في ترجمات فرنسية أخرى ظل نابليون
(بالإنجيليزية: Napoleon)
سنوبول (كرة ثلج)
خصم نابليون والرئيس الأصلي للمزرعة بعد الانقلاب على جونز، وربما كان إيماء إلى ليون تروتسكي، مع أنه بالنظر إلى رأي أورويل في تروتسكي فقد يكون إشارة إلى المناشفة، وهو يحوز ثقة معظم الحيوانات بأن يقود حصادا ناجحا، إلا أن نابليون يطرده من المزرعة بمعاونة كلابه مع أن سنوبول يعمل لصالح المزرعة والحيوانات ويسعى لتحقيق حلمهم بإقامة يوتوبيا إيجالتاريّة، ثم ينشر شائعات لإظهاره بمظهر الشرير الفاسد الذي كان يخطط لتخريب حلم الحيوانات بتحسين المزرعة. وفي السيرة التي كتبها برنارد كرِك عن جورج أورويل فإنه يدفع بأن سنوبول مستلهم من شخصية أندرياس نن قائد حزب عمال الاتحاد الماركسي الذي كان وقع ضحية التطهير الشيوعي أثناء الحرب الأهلية الإسبانية.
(بالإنجليزية: Snowball)
سكويلر
عامل قصير بدين يعمل ذراعا أيمنا لنابليون ووزير دعايته، وهو مستوحى من فياتشسلاف مولوتوف وصحيفة برافدا، وهو يُطوِّع اللغة لتبرير وتأصيل وتعظيم كل أفعال نابليون، وهو يمثل الغطاء الإعلامي الذي استخدمه ستالين لتبرير الفظائع التي ارتكبها. حرص أورويل في كل أعماله على بيان الكيفية التي يُطوِع بها السياسيون اللغة لملاءمة أغراضهم، فسكويلر يعيق المجادلات بتعقيدها وهو يربك المتحاورين، وهو يدعي أن الخنازير بحاجة إلى الرفاهيات التي ينالونها دون غيرهم ليتمكنوا من العمل لصالح الجميع. وعندما تحاصره الأسئلة والاستنكارات فإنه يلوح بخطر عودة اليد جونز، مالك المزرعة المطاح به لتبرير ميزات الخنازير. كما أنه يستخدم الإحصائيات ليقنع الحيوانات بأن نوعية حياتهم تتحسن باضطراد، ولأن معظم الحيوانات لا يذكرون كثيرا مما كانت عليه الحياة قبل الثورة فهم يصدقونه.
(بالإنجليزية: Squealer)
مينيمس
خنزير شاعر يكتب النشيد الوطني الثاني ثم الثالث لمزرعة الحيوان بعد تحريم أغنية «وحوش إنجلترا»، وهو يمثل المعجبين بستالين داخل وخارج الاتحاد السوفيتي مثل ماكسيم غوركي.
(بالإنجليزية: Minimus)
العُفور
يُلمَح إلى أنهم أبناء نابليون مع أن هذا لم يُصرَّح به في الرواية وهم الجيل الأول من الخنازير المُنَشَّئين على فكرة انعدام المساواة بين الحيوانات، كما يمكن أن يكونوا معادلين للجيل الذي نشأ تحت حكم لينين.
الخنازير المتمردون
أربعة خنازير يتذمرون من سيطرة نابليون على المزرعة إلا أنهم سرعان ما يُعدمون، وهم يمثلون الضباط والوزراء الشيوعيين الذين أعدموا في التطهير الكبير في الاتحاد السوفيتي قبل الحرب العالمية الثانية. في ذلك التطهير عُذِّب الضباط والوزراء لتنتزع منهم اعترافات كاذبة اتُّخِذَت أدلة ضدهم في المحاكمات. فقد اعترف كل من الخنازير المتمردون بعلاقتهم بسنوبول المنفي مما استتبع قتلهم بيد الشرطة السرية الكلابية لنابليون. في التظهير الروسي وجهت اتهامات بالتآمر مع الغرب لقتل ستالين وإعادة اقتصاد السوق إلى روسيا، وأقرب الأمثلة إلى الخنازير المتمردين هم نيكولاي بخارين وألكسي ركوف وجريجوري زينوڤييڤ ولف كامينيف.

### البشر
السيد جونز
المالك السابق للمزرعة الذي يمثل نيقولاي الثاني مَلِكُ روسيا، قيصر المخلوع الذي واجهته صعوبات مالية في الأيام السابقة على ثورة 1917. كما أن الشخصية إيماءة إلى لويس السادس عشر ملك فرنسا، كما يوجد ما يشير إلى أنه يعادل الأوتوقراطية الرأسمالية الفاشلة التي تعجز عن إدارة المزرعة والعناية بالحيوانات. يُصوَّر جونز على أنه مفرط في شرب الخمر وتثور الحيوانات عليه بعد أن يفرط في الشراب فلا يرعاهم ولا يطعمهم.
محاولة جونز وعمال المزرعة استعادتها من الحيوانات تسمى معركة سقيفة البقر
(بالإنجليزية: Mr. Jones)
السيد فرِدرك
المالك المسيطر على مزرعة بنشفيلد (بالإنجليزية Pinchfield) وهي مزرعة مجاورة مُعتنى بها على ما ينبغي، وهو يمثل أدولف هتلر والحزب النازي عموما، فهو يشتري الخشب من الحيوانات مقابل أموال مزيفة ثم يهاجمهم لاحقا مدمرا طاحونتهم إلا أنه ينهزم في معركة الطاحونة التي يمكن أن تشير إلى معركة موسكو أو معركة ستالينغراد، كما توجد حكايات عن إساءته معاملة حيوانات مزرعته التي يمكن أن تعادل تعامل الحزب النازي مع المعارضين السياسيين.
(بالإنجليزية Mr. Frederick)
السيد بِلكِنغتُن
المالك الدمث الماهر لمزرعة فوكسوود (بالإنجليزية Foxwood) وهي مزرعة تغشاها الأعشاب البرية كما هو موصوف في الكتاب، وهو يمثل العالم الأنجلوسكسوني، أي بريطانيا والولايات المتحدة الأمريكية وما يدور في فلكهما، ولعبة الورق في نهاية الرواية إسقاط على مؤتمر طهران الذي امتدح فيه المؤتمرون كل منهم الآخر وهم يغشون في اللعبة، وهو مشهد ساخر لأن الخنازير متحضرة وطيبة مع البشر على عكس كل ما ناضلوا لأجله. وهو ما حدث في مؤتمر طهران حيث تحالف الاتحاد السوفيتي مع الولايات المتحدة والمملكة المتحدة وهما الدولتان الرأسماليتان اللتان ناضلت ضدهما في بداية الثورة. في نهاية اللعبة يسحب كل من نابليون وبِلكِنغتُن آسا ثم يبدآن الشجار والصياح ممثلا لبداية التوتر بين الشرق والغرب.
(بالإنجليزية: Mr. Pilkington)
السيد وِبمر
رجل استأجره نابليون ليقوم بدور العلاقات العامة لمزرعة الحيوان مع مجتمع البشر، وهو مبني على نحو فضفاض على شخصيات مفكرين غربيين من أمثال جورج برنارد شو، وخاصة لنكولن ستفنز الذي زار الاتحاد السوفيتي سنة 1919.
(بالإنجليزية Mr. Whymper)

### الحافريات
الأحصنة والحمير
بُكسر
أحد الشخصيات الرئيسية وهو رمز للطبقة العاملة، البروليتاريا، مخلص ومتفان وطيب ومحترم وأقوى حيوانات المزرعة جسما، إلا أنه ساذج وبطيء. جهله وثقته العمياء في قُوَّاده تقودانه إلى مصرعه ومكسبهم، وتحديدا فإن عمله الجسدي الشاق يمثل الحركة الاستاخانوفية، ومقولته «سأعمل بكد أكبر» تستدعي شخصية يورجس رُدكَس في رواية الكاتب الأمريكي أبتن سنكلير المعنونة الدغل، ومقولته الثانية «نابليون دوما مصيب» مثال على نجاح بروباغندا سكويلر. كانت أخلاق بكسر في العمل محل مديح الخنازير وضربوا به مثالا وقدوة للحيوانات الأخرى ليحتذوا به، لكن عندما أصيب بكسر ولم يعد قادرا على العمل فإن نابليون يرسل به إلى جزار الخيول المريضة ويخدع الحيوانات الأخرى بقوله إن بكسر قد مات في سلام في مستشفى وأن عربة الإسعاف كانت عربة جزار الخيول التي لم يعد طلاؤها.
(بالإنجليزية: Boxer)
كلوفر
الفرس رفيقة بُكسر، وهي تساعد بكسر واعتنت به عندما شُق حافره، وتلوم نفسها لنسيانها الوصايا السبع في حين أن سكويلر كان في الحقيقة قد عدلها لصالح نابليون، وهي عطوفة كما بدا عندما حَمَت صيان البط أثناء خطبة ماجُر، كما أنها انزعجت عندما أعدمت الكلابُ حيواناتٍ، وأجلتها الخيول الثلاثة التي حلت محل بُكسر. وغير كونها الأم فإنها قد تمثل السواد من سكان الإمبراطورية الروسية الذين لم يصدقوا الخطاب الماركسي إلا أنه لم يكن بيدهم ما يفعلوه.
(بالإنجليزية: Clover)
مولي
مهرة أنانية ومغرورة تحب التزين بالشرائط في معرفتها وأكل مكعبات السكر (التي تمثل الرفاهية) وأن يدللها البشر ويرعوها، وهي تمثل الطبقة العليا، البرجوازية والنبلاء الذين فرُّوا إلى الغرب بعد الثورة الروسية وتسيدوا على الروس في المهجر، لذا فهي سرعان ما غادرت المزرعة إلى أخرى ولم تذكر سوى مرة بعدها، وهي واحدة من الشخصيات القليلة التي تبقى.
(الإنجليزية: Mollie)
بنجمين
حمار عجوز حكيم لا يُظهر سوى القليل من العواطف وأحد معمري الحيوانات، ويبقى في نهاية الرواية. عادة ما تسأله الحيوانات عن عزوفه عن التعبير إلا أنه دوما يجيب «الحمير تعمر طويلا، ولم ير أحد منكم حمارا ميتا»، كما أن بنجمين يمكنه القراءة مثل أي خنزير، إلا أنه قليلا ما يستعرض قدرته تلك. هو صديق مخلص لبكسر وحزن بشدة عندما أخذ بكسر بعيدا. كان بنجمين يعلم بفساد الخنازير طوال الوقت إلا أنه لم يقل شيئا للحيوانات الأخرى، وهو يمثل المُتهكمين في المجتمع. كما يُحتمل أنه سخرية من المثقفين الذين لديهم من الحكمة ما يساعدهم على تجنب التطهير إلا أنهم لا يأخذون أي مواقف، مثل السلميين الذين كره أورويل بمسلكهم. كما يحتمل أن بنجمين هو أورويل ذاته، فبنجمين يمكن رؤيته على أنهم الذين عاشوا أثناء طغيان قيصر وشهدوا عقم، أو على الأقل تشككوا، في إمكانية تحقق اليوتوبيا التي يُبشِّر بها البلاشفة ومن بعدهم الحكومة السوفيتية.
(بالإنجليزية: Benjamin)

### حيوانات أخرى
مُرييل
عنزة عجوز حكيمة صديقة كل حيوانات المزرعة، وهي مثل بنيمين وسنوبول، أحد الحيوانات القلائل في المزرعة الذين يمكنهم القراءة (و إن كان بصعوبة، إذ عليها أن تتهجى الكلمة أولا) وتعين كلفر على اكتشاف أن الوصايا السبع قد جرى التلاعب بها طوال الوقت. ويحتمل أنها تمثل الفئة ذاتها الذي يمثلها بنيمين، وهي تموت قرب نهاية الرواية لتقدم سنها.
(بالإنجليزية: Muriel)
الجراء
نسل جسي وبلوبِل رباهم نابليون ليصبحوا حرسه وقد يسيرون إلى حقيقة أن ستالين أفاد في صعوده في السلطة من تعيينه كأمين عام للحزب الشيوعي على يد لينين سنة 1922، وهو الدور الذي مكنه من إنفاذ إرادته في التعيين والترقية والخسف بحيث يحشد مؤيديه في الحزب، والجراء يمثلون الشرطة السرية أو جهاز المخابرات كي جي بي
موسى الغراب
طير عجوز يأتي من حين لآخر إلى المزرعة بحكايات عن موضع في السماء يسمى جبل السكاكر (بالإنجليزية: Sugarcandy Mountain) وهو لا يعمل، وهو يمثل الزعماء الدينيين، بخاصة الكنيسة الأرثودوكسية الروسية، وهويته الدينية يدل عليها اسمه المستوحى من شخصية الرسول التوراتي وكذلك لونه الأسود، زي رجال الكنيسة؛ أما جبل السكاكر فكناية عن الجنة. كما أنه يمثل راسبوتين بولائه لقيصر، أي السيد جونز. في عهد ما بعد ثورة الحيوانات يُحرَّم الدين، كما أنه لا يستسيغ مساواته بالحيوانات الآخرين لذا فهو يغادر المزرعة بعد الثورة، إلا أنه يعود لاحقا ليواصل التبشير بوجود جبل السكاكر. يربك الحيواناتِ سلوكُ نابليون تجاه موسى، فهو من ناحية يرفض ادعاءاته على أنها هذيان، إلا أنه يدعه يبقى في المزرعة، فيما يبدوا أنه رغبة الخنازير في أن يبقوا على أمل الحيوانات في حياة أفضل في العالم الآخر، وربما لإبقائهم مشغولين بجبل السكاكر بدلا من الانشغال بمراقبة الخنازير وربما التمرد عليهم، وعموما فإن موسى أحد الحيوانات القلائل الذين يتذكرون زمن الثورة، ومعه كلُفر وبنيمين والخنازير.
(بالإنجليزية: Moses the Raven)
الخراف
يمثلون جموع البروليتاريا الذين يحركهم نابليون بالرغم من خيانته، فهم يظهرون أقل الفهم للأوضاع إلا أنهم يؤيدونه بالرغم من ذلك، وكثيرا ما ينشدون "أربعة أرجل حسن..رجلان سيِّيء" ويعتمد عليهم الخنازير لإخماد أي معارضة بالصياح والتهليل. في نهاية الرواية إحدى الوصايا السيع تُغيَّر بعد أن تتعلم الخنازير المشي على ساقين، لذا فهم يصيحون "أربعة أرجل حسن..رجلان أحسن.
الجرذان
يمثلون بعض الشعوب البدوية في أقصى شرق جمهوريات الاتحاد السوفيتي، من قزاخ وأوزبك وتركمان وطاجيك وقرغيز
الدجاج
يمثل الگولاگ، فهي تدمر بيضها بدلا من تسلميه إلى السلطات العليا، كما حدث أثناوء التجميع (collectivisation) من تخريب الگولاگ آلاتهم وقتل ماشيتهم رفضا لاستيلاء السوفيت عليها.
البقر
يمثلون البروليتاريا الذين تسرق حليبَهم الخنازيرُ لرفاهيتهم ولا يتشاركونه مع الآخرين.
القطة
يمثل المنافقين الذين يتظاهرون بالالتزام بعقيدة أو أيديولوجيا ما لأغراض ذاتية ومنفعة شخصية، وهو ما يظهر وعدها الطيور بأنهم أصبحوا رفاقا وأنهم آمنون في أن يحطوا على كفِّها.

## أصولها
كتب جورج أورويل مخطوطة الرواية بين عامي 1943 و 1944 بعد تجربة مر بها في الحرب الأهلية الإسبانية وصفها في مؤلفه المُعَنوَن Homage to Catalonia الذي نشر عام 1938.
في مقدمة طبعة أوكرانية صدرت عام 1947 لرواية مزرعة الحيوان شرح أُروِل كيف أن نجاته من التطهيرات الشيوعية في إسبانيا علّمته «مدى سهولة سيطرة البروباغندا الشمولية على عقول المستنيرين في البلاد الديموقراطية»؛ وقد حفَّز هذا أورويل على فضح وإدانة ما رآه الإفساد الاستاليني للمبادئ الثورية الاشتراكية. وفي المقدمة ذاتها يصف كيف ما ألهمه بجعل أحداث القصة تدور في مزرعة:
[...]رأيت فتى صغيرا، ربما في العاشرة، يقود عربة حصان على طريق ضيق ويضرب الحصان بالسوط كلما حاول الدوارن، وقد صدمني أنه لو وعت الحيوانات مقدار قوتها فلن يكون لنا سلطان عليها، وأن الإنسان يستغل الحيوانات بذات كيفية استغلال الأغنياء البروليتاريا.

## مساعي النشر
واجه أُرويل صعوبات جمة في محاولات طباعة المخطوط، إذ رفضها أربعة ناشرين، وقد نشرت دار نشر Secker and Warburg الطبعة الأولى من الرواية سنة 1945.
أثناء الحرب العالمية الثانية اتضح لجورج أورويل أن الكتابات المضادة للسوفيتية كانت موضوعا لم يكن أغلب الناشرين ليقربوه، بمن فيهم ناشره المعتاد فكيتور گولانش ذي الميول اليسارية. كما أنه قدم مخطوطة الرواية إلى فابر وفابر حيث رفضها الشاعر ت. س. إليوت الذي كان مدير دار النشر. فقد كتب إليوت إلى أورويل ممتدحا «حسن كتابتها» و «أساساتها السليمة»، وموضحا أنهم لكانوا قبلوا نشرها لو كانوا متقبلين وجهة النظر التي رأوها نازعة إلى التروتسكية، كما قال إليوت إن الرؤية لم تكن مقنعة له إذ رأى أن الخنازير كانوا الأكثر ملاءمة لإدارة المزرعة وأن المطلوب لإنجاح التجربة ربما لم يكن «خنازير شيوعيون» بل «خنازير ذوي حس بالشأن العام»
كما كان ناشرٌ آخر ممن لجأ إليهم أوروِل أثناء الحرب قد قَبِل الرواية مبدئيا ثم رفضها لاحقا بعد أن حذره مسؤول في وزارة الإرشاد البريطانية من مغبة فعل ذلك، وقد اتضح لاحقا أن ذلك المسؤول كان جاسوسا سوفيتيا. وقد كتب ذلك الناشر إلى أورويل:
لو أن القصة كانت تتناول الدكتاتوريِّين والدكتاتوريات على العموم لما كان في نشرها شيء، لكن القصة تتتبع، على ما يبدو لي، مسار السوفيت الروس ودكتاتوريَّيهم لينين وستالين بحيث لا تنطبق سوى على روسيا وتستثني الدكتاتوريات الأخرى.
و شيء آخر: لكان الأمر أقل مدعاة للعداوة لو كانت الطبقة المسيطرة في القصة غير الخنازير. أرى أن تصوير الخنازير كطبقة حاكمة سيغضب بلا شك كثيرين، وخصوصا سريعي التأثر، مثل الروس.

## حرية الصحافة
كان أورويل قد كتب في الأصل للرواية تمهيدا يتذمر فيه من الرقابة الذاتية التي يمارسها الناشرون البريطانيون و كيف أن الشعب البريطاني يقمع انتقاد الاتحاد السوفيتي حليفهم في الحرب العالمية الثانية «الخبيث فيما يتعلق بالرقابة الأدبية في إنجلترا أنها تطوعية. [...] فالمواد تمنع من الطباعة، ليس لأن الحكومة تتدخل، بل لاجماع ضمني عام بأنه 'لا يصح' أن تُذكَرُ تلك الحقيقة». و قد حُجب التمهيد ذاتُه ولم يطبع حتى الآن (يونيو 2009) في معظم طبعات الكتاب الإنجليزية ولا الترجمات العربية.
كانت زوجة أورويل، أيلين بلير، قد عملت أثناء الحرب في وزارة الإرشاد في الرقابة عى الصحف.
نشر سِكَر ووربرج الطبعة الأولى من الرواية سنة 1945 بلا مقدمة، إلا أنه كان قد ترك مساحة شاغرة لتقديم في نسخة مراجعة المؤلف المعدة من المخطوطة، إلا أنه لأسباب مجهولة لم يقدَّم أي تمهيد فتوجبت إعادة ترقيم كل الصفحات في آخر لحظة قبل الطباعة.
بعد ذلك بسنوات، و تحديدا في 1972، عثر إيان أنجَس على المخطوطة الأصلية لمقالة أُروِل المعنونة "The Freedom of the Press" أي «حرية الصحافة»، و نشرها برنارد كرِك بمقدمة من وضعه في ملحق مجلة تايمز الأدبي يوم 15 سبتمبر 1972. كما ظهرت مقالة أورويل في طبعة 1976 الإيطالية من مزرعة الحيوان مع مقدمة أخرى كتبها كرِك، و زُعِمَ أنها أول إصدارة من الرواية تحوب مع التمهيد الذي كتبه أُروِل.

## أثرها الثقافي
ترجمت الرواية إلى لغات عديدة كم ترجمها إلى العربية مترجمون عديدون ونُشرت في طبعات كاملة ومختصرة، و بتصرُّف. فترجمت إلى العربية عدة مرات، منها الصادرة عن دار الفكر العربي في بيروت بترجمة رنا إسكندر وأخرى عن دار غريب في القاهرة بترجمة نبيل راغب.
كما اقتبس موضوع رواية مزرعة الحيوان في أعمال أدبية وسينمائية عديدة وكان لها أثر على المشهد الثقافي خاصة في أوروبا والولايات المتحدة، و استلهمها فنانون ومبدعون في أعمال فنية في مختلف الوسائط والمجالات من كتابة وموسيقا و غيرها.
فقد تحول موضوع القصة مرتين إلى فلمين بريطانيين، أولهما فلم تحريك أنتج عام 1954، و الآخر عام 1999، و كلاهما فيه اختلاف عن الرواية، ففي الفلم الأول تنقلب الحيوانات على الطاغية نابليون في ثورة ثانية، أما في الثاني فيتداعى النظام من تلقاء نفسه كما حدث للاتحاد السوفيتي.
- مزرعة الحيوان (فيلم 1954)
- مزرعة الحيوان (فيلم 1999)

### في الموسيقا
بعض آثار الرواية فيالموسيقا تتضمن:
- ألبوم الفرقة الإنجليزية بينك فلويد الصادر عام 1977 بعنوان Animals (أي «الحيوانات») مستلهمة جزئيا من رواية مزرعة الحيوان كما أن غلاف الالبوم تظهر عليه صورة محطة طاقة باتَرسي و تظهر كذلك في فلم مبني على عمل آخر لجورج أورويل هو أربعة وثمانين و تسعمئة وألف، و في حين أن الرواية ترصد التطرف في الشيوعية فإن الألبوم يرصد التطرف في الرأسمالية
- تحوي أغنية Optimistic (أي «متفائل») لفريق راديوهد من ألبومهم Kid A تحوي إحالة إلى عنوان الرواية.
- أغنية بوب ديلان Ballad of a Thin Man تشير إلى السيد جونز، أشخاص الرواية
- أغنية آر.إي.إم Disturbance at the Heron House مبنية على الرواية
- يوجد فريق روك هولندي شهير اسمه Animal Farm، و كذلك فريق سويدي تألف عام 1998

## وصلات خارجية
- مزرعة الحيوان على موقع الموسوعة البريطانية (الإنجليزية)

- فلم مزرعة الحيوانات على يوتيوب
- تسجيل لعمل درامي إذاعي مبني على الرواية من إنتاج إذاعة البرنامج الثاني من القاهرة
- قراءة صوتية لرواية مزرعة الحيوان على يوتيوب
- آراء القراء على موقع أبجد حول رواية مزرعة الحيوان